# Caldimicrobium
Caldimicrobium é um gênero de bactéria da família Thermodesulfobacteriaceae.